# Donald Love
Donald Alistair Love (sinh ngày 2 tháng 12 năm 1994) là cầu thủ người Scotland gốc Anh đang thi đấu cho câu lạc bộ Sunderland ở vị trí hậu vệ.